# Station Sanjo Keihan
Station Sanjō Keihan (三条京阪駅, Sanjō Keihan-eki) is een metrostation in de wijk Higashiyama-ku in de Japanse stad  Kyoto. Het wordt aangedaan door de Tōzai-lijn. Het station heeft twee sporen, gelegen aan een enkel eilandperron. Het station is via wandelgangen verbonden met het station Sanjō, waar men kan overstappen op de Keihan-lijn en de Ōto-lijn.

## Treindienst

### Metro van Kioto
Het station heeft het nummer T11.
| 1 | ■ Tōzai-lijn | richting Karasuma Oike, Uzumasa Tenjingawa |
| 2 | ■ Tōzai-lijn | richting Misasagi, Yamashina en Rokujizō   |

## Geschiedenis
Het station werd in 1997 geopend.

## Overig openbaar vervoer
Ten zuiden van het station bevindt zich een busstation, waar zowel bussen van Keihan als van het stadsnetwerk van Kioto stoppen.

## Stationsomgeving
- Station Sanjō aan de Keihan-lijn en de Ōto-lijn
- Kamo-rivier
- Caede hotel
- Higashiyama Sanjo Hotel
- Daily Yamazaki

Rokujizō · Ishida · Daigo · Ono · Nagitsuji · Higashino · Yamashina · Misasagi · Keage · Higashiyama · Sanjō Keihan · Kyoto Shiyakusho-mae · Karasuma Oike · Nijōjō-mae · Nijō · Nishiōji Oike · Uzumasa Tenjingawa